# Monmouth County
Monmouth County är ett administrativt område i delstaten New Jersey, USA. Monmouth är ett av 21 countyn i delstaten och ligger i den tätbefolkade östcentrala delen av New Jersey, i södra delen av New Yorks storstadsregion. Vid 2010 års folkräkning hade Monmouth County 630 380 invånare. Den administrativa huvudorten (county seat) är Freehold Borough.
Bruce Springsteen, Norman Mailer och Ashley Tisdale är bland annat födda i området.

## Geografi
Enligt United States Census Bureau har countyt en total area på 1 723 km². 1 222 km² av den arean är land och 500 km² är vatten.

### Angränsande countyn
- Middlesex County, New Jersey - nordväst
- Ocean County, New Jersey - syd
- Burlington County, New Jersey - sydväst
- Mercer County, New Jersey - väst
- Richmond County, New York - nord